# Markovac Križevački
Markovac Križevački – wieś w Chorwacji, w żupanii kopriwnicko-kriżewczyńskiej, w gminie Sveti Ivan Žabno. W 2011 roku liczyła 147 mieszkańców.